# Eduardo IV de Inglaterra
Eduardo IV (Ruan, Normandía, 28 de abril de 1442-Westminster, Londres, 9 de abril de 1483) fue rey de Inglaterra desde el 4 de marzo de 1461 hasta el 3 de octubre de 1470, y luego nuevamente desde el 11 de abril de 1471 hasta su muerte en 1483. Fue el primer rey de Inglaterra de la Casa de York. La primera mitad de su reinado fue perjudicada por la violencia asociada con la Guerra de las Dos Rosas, pero superó el desafío al trono por parte de la Casa de Lancaster durante la batalla de Tewkesbury en 1471 y luego reinó en paz hasta su muerte súbita. Antes de ser rey, fue el IV duque de York, VII conde de March, V conde de Cambridge y IX conde de Úlster. También era el sexagésimo quinto caballero de la Orden del Toisón de Oro.
Fue el segundo hijo de Ricardo, duque de York y de Cecilia Neville, aunque fue primogénito en la práctica pues su hermano mayor, Enrique, murió al nacer en 1441. Fue el rey más importante de la familia de York, durante la guerra de las Dos Rosas.

## Biografía
A la muerte de su padre en 1460, en la batalla de Wakefield, reclamando sus derechos a la corona frente al rey de Lancaster, Enrique VI de Inglaterra, Eduardo se convierte en la cabecera de la familia de York, entrando en pugna con el rey Enrique VI por la sucesión del trono inglés, alegando derechos por ser también descendiente del rey Eduardo III. 
Con el apoyo de Richard Neville, decimosexto conde de Warwick ("El Hacedor de Reyes"), Eduardo, mostrando ya que era una promesa en la dirección de hombres, derrotó a los seguidores de los Lancaster en una sucesión de batallas. Mientras Enrique y su reina militante, Margarita de Anjou, estaban combatiendo en el norte, Warwick dominó la capital e hizo que nombraran rey a Eduardo en Londres en 1461. Eduardo fortaleció su posición con una victoria decisiva en la batalla de Towton en ese mismo año, en el curso de la cual el ejército de Lancaster fue virtualmente aniquilado.

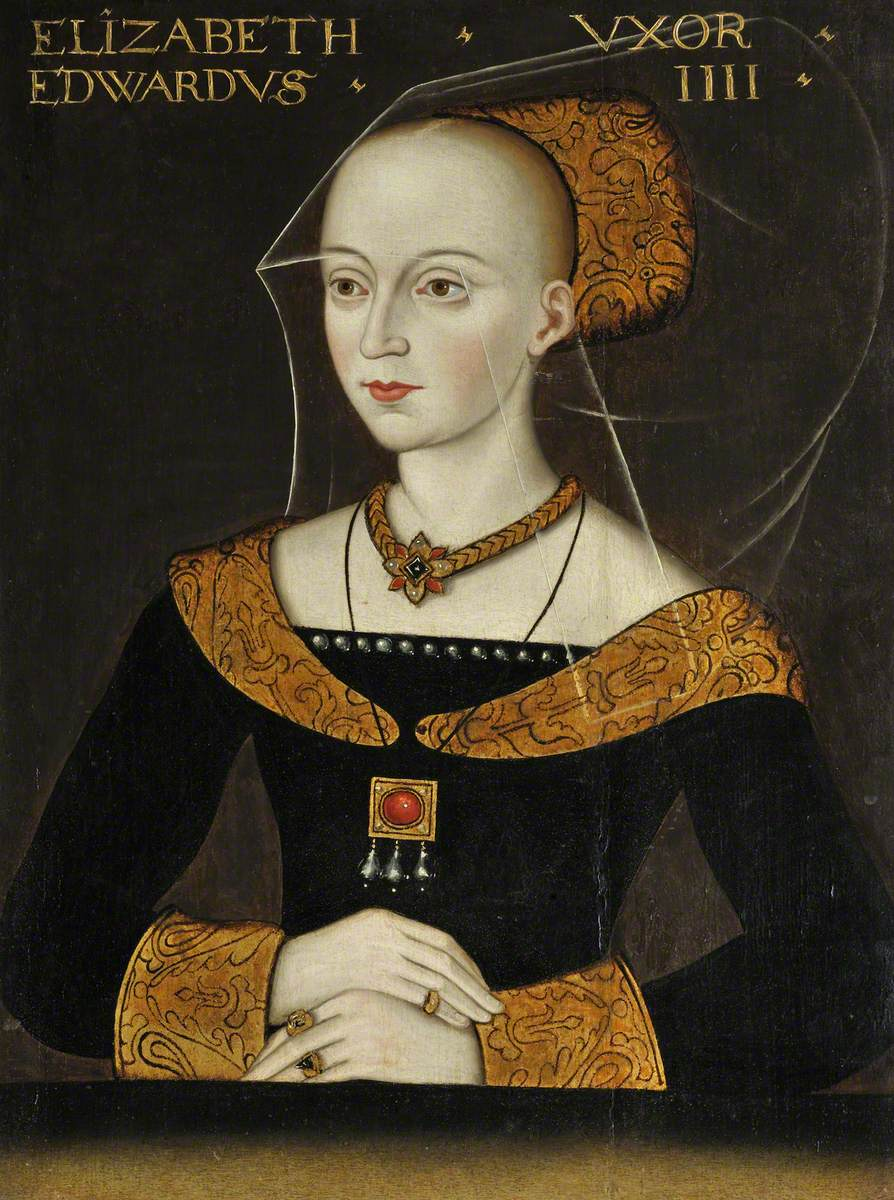
Retrato de Isabel Woodville. La boda de Eduardo con esta viuda distanció al rey y a Warwick

Eduardo era un tipo popular. Warwick, creyendo que podría seguir gobernando a través de él, lo presionó para que se aliara mediante el matrimonio con una potencia europea. Eduardo, que parecía estar de acuerdo con los deseos de su mentor, entonces se distanció de Warwick casándose secretamente con una viuda, Isabel Woodville (posiblemente, tal como especuló un rumor contemporáneo, habiéndose casado antes con otra viuda, Lady Eleanor Talbot, incluso más en secreto). Isabel tenía un gran grupo de parientes relativamente pobres pero muy ambiciosos, y hasta la batalla de Towton, parientes Lancáster. Es cierto que estas relaciones dominaron el mercado del matrimonio y recibieron muchos títulos, lo cierto es que les dio poca tierra, que era la verdadera fuente del poder y así no suponían ninguna amenaza al propio poder de Warwick. No obstante, Warwick se ofendió por la influencia que tenían sobre el rey y estaba enojado con la emergencia de un grupo rival por el favor del rey, así que con la ayuda del desafecto hermano de Eduardo, Jorge, duque de Clarence, el conde dirigió un ejército contra Eduardo.
La principal parte del ejército del rey (sin Eduardo) fue derrotado en la batalla de Edgecote Moor, y Eduardo fue posteriormente capturado en Olney. Las fuerzas de Warwick capturaron al suegro de Eduardo, Ricardo Woodville, y su cuñado Juan Woodville después de la batalla en Chepstow e hizo que los decapitasen en Kenilworth el 12 de agosto de 1469 acusados de cargos falsos.
Warwick intentó entonces gobernar en nombre de Eduardo, pero la nobleza se mostró impaciente. Con la emergencia de una rebelión, Warwick se vio obligado a liberar a Eduardo. Eduardo no buscó destruir a Warwick ni a Clarence, sino que buscó reconciliarse con ellos. Sin embargo, poco después Warwick y Clarence se rebelaron de nuevo. Después de una rebelión fallida en 1470, Warwick y Clarence se vieron obligados a huir al Reino de Francia. Allí se aliaron con la esposa de Enrique VI, Margarita de Anjou, y estuvo de acuerdo en restaurar a Enrique VI a cambio del apoyo francés a una invasión que tuvo lugar en 1470. Esta vez, Eduardo se vio obligado a huir cuando supo que el hermano de Warwick, Juan Neville, primer marqués de Montagu, también se había pasado al lado Lancaster, haciendo insostenible su posición militar. 
Enrique VI fue brevemente restaurado en el trono, y Eduardo se refugió en Borgoña. Los gobernantes de Borgoña eran su cuñado, Carlos el Temerario y su hermana Margarita de York. A pesar del hecho de que Carlos no estaba al principio muy dispuesto a ayudar a Eduardo, los franceses declararon la guerra a Borgoña y de esta manera Carlos se decidió ayudar a Eduardo, y allí reunió un ejército para recuperar su reino. 
Cuando regresó a Inglaterra con una fuerza relativamente pequeña, evitó ser capturado por fuerzas potencialmente hostiles afirmando su reclamación, lo mismo que Enrique Bolingbroke había hecho setenta años antes, que él simplemente deseaba reclamar su ducado. La ciudad de York, sin embargo, le cerró sus puertas, pero conforme marchó hacia el sur comenzó a reunir apoyo, y Clarence (que se había dado cuenta de que su fortuna sería mejor siendo hermano de un rey que bajo Enrique VI) se reunió con él. Eduardo derrotó a Warwick en la batalla de Barnet. Con Warwick muerto, eliminó la resistencia Lancáster que quedaba en la batalla de Tewkesbury en 1471. Después de la derrota definitiva de los Láncaster y del asesinato de Enrique VI y su hijo Eduardo, príncipe de Gales, a manos de los yorkistas (1471), Eduardo IV es coronado rey. 
Los dos hermanos menores de Eduardo, Jorge duque de Clarence, y Ricardo, duque de Gloucester (más tarde el rey Ricardo III de Inglaterra) se casaron con Isabel Neville y Ana Neville. Ambas eran hijas de Warwick y Ana de Beauchamp y herederas rivales de una considerable herencia de su madre, que aún vivía. Jorge fue con el tiempo declarado culpable de conspirar contra Eduardo y fue aprisionado en la Torre de Londres. Fue "ejecutado privadamente" (una tradición posterior afirma que fue ahogado en una cuba de vino dulce de Madeira) el 18 de febrero de 1478.
Eduardo no volvió a sufrir rebeliones después de su restauración, pues la familia Lancáster había quedado virtualmente extinguida, y el único rival que le quedaba era Enrique Tudor, que vivía en el exilio. Eduardo declaró la guerra a Francia en 1475, y llegaron a un acuerdo con el tratado de Picquigny que le supuso un pago inmediato de 75 000 coronas y una pensión anual posterior de 50 000 coronas. Eduardo apoyó el intento de Alejandro Estuardo, III duque de Albany, hermano del rey escocés Jacobo III de hacerse con el trono en 1482, y a pesar del hecho de que cuando Gloucester invadió pudo capturar Edimburgo y Jacobo III, Albany renegó de su acuerdo con Eduardo, y Gloucester decidió abandonar su posición de fuerza en Edimburgo. No obstante, Gloucester obtuvo la recuperación de Berwick-upon-Tweed. 
Eduardo enfermó en la Semana Santa de 1483, pero vivió lo suficiente para añadir algunos codicilos a su testamento, de los cuales el más importante fue nombrar a su hermano Ricardo como Lord Protector después de su muerte. 
Murió el 9 de abril de 1483 y está enterrado en la Capilla de San Jorge del Castillo de Windsor. Le sucedió su hijo de doce años, Eduardo V de Inglaterra.

## Hijos

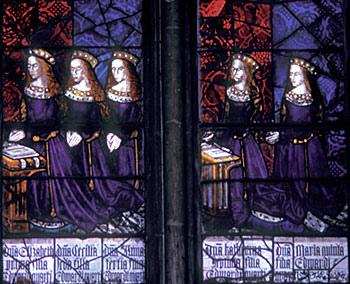
Las hermanas York: Isabel, Cecilia, Ana, Catalina y María.

Se había casado en Grafton Regis, el 1 de mayo de 1464, con Isabel Woodville (Wydeville) (1437-1492) —hija de Lord Ricardo Wydeville y de Jacqueta de Luxemburgo, duquesa viuda de Bedford—, naciendo de este matrimonio diez hijos, de los que sólo siete le sobrevivieron:
- Isabel (Palacio de Westminster, 11 de febrero de 1466-Torre de Londres, 11 de febrero de 1503), que se casó con Enrique VII Tudor. Por este matrimonio terminó la Guerra de las Dos Rosas.

- María (Windsor, VIII.1466-palacio de Westminster, m. 23.5.1482).

- Cecilia (palacio de Westminster, 20 de marzo de 1469-abadía de Quarr, Isla de Wight, 24 de agosto de 1507), casada primero con John, vizconde Welles y luego con Tomas Kyme.

- Eduardo V ( palacio de Westminster 4 de noviembre de 1470-m. asesinado, Torre de Londres, julio? 1483), sucesor de su padre en el trono, asesinado junto a su hermano Ricardo.

- Margarita (palacio de Westminster, 10 de abril de 1472-palacio de Westminster, 11 de diciembre de 1472).

- Ricardo (Shrewsbury, 17 de agosto de 1473-asesinado, Torre de Londres, julio? 1483), duque de York, probablemente asesinado junto a su hermano. Se casó en 1478 -a los 6 años de edad-, con Ana de Mowbray.

- Ana (palacio de Westminster, 2 de noviembre de 1475-Framlingham, Suffolk, 22 de noviembre de 1511), casada con Tomas Howard, duque de Norfolk.

- Jorge (castillo de Windsor, III.1477-castillo de Windsor, III.1479), duque de Bedford. Fue nombrado el señor teniente de Irlanda en 1478.[1] Murió a los dos años de edad, coincidiendo con la epidemia de la peste bubónica, por lo que los historiadores suponen que el niño murió a causa de esta enfermedad. Fue enterrado en la capilla de San Jorge en el Castillo de Windsor.[2] Jorge de York se menciona en la serie de televisión The White Queen, en la serie el parto de la reina Isabel es difícil y el príncipe muere poco después de nacer en los brazos de su abuela moribunda, Jacquette de Luxemburgo.[3]

- Catalina (n. palacio de Eltham, 14.8.1479-m. Tiverton, 15.11.1529), casada con Guillermo Courtenay, conde de Devon.

- Brigída (n. palacio de Eltham, 10.11.1480-m. Dartford, 1517), fue monja.

Eduardo tuvo numerosas amantes, la más conocida de las cuales es Juana Shore (cuyo verdadero nombre era, en realidad, Isabel).
Tuvo varios hijos ilegítimos:
- De Lady Eleanor Talbot:
  - Eduardo de Wigmore (d. 1468). Murió de niño con su madre.
- De Isabel Lucy o Isabel Waite:
  - Isabel Plantagenet. Nacida h. 1464, casó con Sir Thomas Lumley en 1477..
  - Arturo Plantagenet, primer vizconde de Lisle (1460s/1470s-3 de marzo de 1542).
- De madre desconocida. Especulaciones recientes sugieren que eran hijos de Lucy o Waite.
  - Gracia Plantagenet. Se sabe que estaba presente en el funeral de su madrastra Isabel Woodville en 1492.
  - María Plantagenet, casada con Enrique Harman de Ellam, hijo de Tomás e Isabel Harman y viudo de Inés.
  - Una hija que se dice que fue la primera esposa de Juan Tuchet, sexto barón Audley.

Perkin Warbeck, un impostor que reclamó el trono inglés, se parecía a Eduardo. Hay especulaciones no confirmadas sobre Warbeck como otro posible hijo ilegítimo de Eduardo.

## Ascendencia
| \| \| \| \| \| \| \| \| \| \| \| \| \| \| \| \| \| \| \| \| 16. Eduardo III de Inglaterra \| \| \| \| \| \| \| \| \| \| \| \| \| \| \| \| \| \| \| \| \| \| \| \| \| \| \| \| \| \| \| \| \| \| \| \| \| \| \| \| \| \| \| \| \| \| \| \| \| \| \| \| \| \| 8. Edmundo Plantagenet, duque de York \| \| \| \| \| \| \| \| \| \| \| \| \| \| \| \| \| \| \| \| \| \| \| \| \| \| \| \| \| \| \| \| \| \| \| \| \| \| \| \| \| \| \| \| \| \| \| \| \| \| \| \| \| \| 17. Felipa de Henao \| \| \| \| \| \| \| \| \| \| \| \| \| \| \| \| \| \| \| \| \| \| \| \| \| \| \| \| \| \| \| \| \| \| \| \| \| \| \| \| \| \| \| \| \| \| \| \| \| \| \| \| \| \| 4. Ricardo Plantagenet, conde de Cambridge \| \| \| \| \| \| \| \| \| \| \| \| \| \| \| \| \| \| \| \| \| \| \| \| \| \| \| \| \| \| \| \| \| \| \| \| \| \| \| \| \| \| \| \| \| \| \| \| \| \| \| \| \| \| 18. Pedro I de Castilla \| \| \| \| \| \| \| \| \| \| \| \| \| \| \| \| \| \| \| \| \| \| \| \| \| \| \| \| \| \| \| \| \| \| \| \| \| \| \| \| \| \| \| \| \| \| \| \| \| \| \| \| \| \| 9. Isabel de Borgoña, infanta de Castilla \| \| \| \| \| \| \| \| \| \| \| \| \| \| \| \| \| \| \| \| \| \| \| \| \| \| \| \| \| \| \| \| \| \| \| \| \| \| \| \| \| \| \| \| \| \| \| \| \| \| \| \| \| \| 19. María de Padilla \| \| \| \| \| \| \| \| \| \| \| \| \| \| \| \| \| \| \| \| \| \| \| \| \| \| \| \| \| \| \| \| \| \| \| \| \| \| \| \| \| \| \| \| \| \| \| \| \| \| \| \| \| \| 2. Ricardo Plantagenet, duque de York \| \| \| \| \| \| \| \| \| \| \| \| \| \| \| \| \| \| \| \| \| \| \| \| \| \| \| \| \| \| \| \| \| \| \| \| \| \| \| \| \| \| \| \| \| \| \| \| \| \| \| \| \| \| 20. Edmund Mortimer, III conde de March \| \| \| \| \| \| \| \| \| \| \| \| \| \| \| \| \| \| \| \| \| \| \| \| \| \| \| \| \| \| \| \| \| \| \| \| \| \| \| \| \| \| \| \| \| \| \| \| \| \| \| \| \| \| 10. Roger Mortimer, IV conde de March \| \| \| \| \| \| \| \| \| \| \| \| \| \| \| \| \| \| \| \| \| \| \| \| \| \| \| \| \| \| \| \| \| \| \| \| \| \| \| \| \| \| \| \| \| \| \| \| \| \| \| \| \| \| 21. Felipa Plantagenet, condesa de Úlster \| \| \| \| \| \| \| \| \| \| \| \| \| \| \| \| \| \| \| \| \| \| \| \| \| \| \| \| \| \| \| \| \| \| \| \| \| \| \| \| \| \| \| \| \| \| \| \| \| \| \| \| \| \| 5. Ana Mortimer \| \| \| \| \| \| \| \| \| \| \| \| \| \| \| \| \| \| \| \| \| \| \| \| \| \| \| \| \| \| \| \| \| \| \| \| \| \| \| \| \| \| \| \| \| \| \| \| \| \| \| \| \| \| 22. Thomas Holland, II conde de Kent \| \| \| \| \| \| \| \| \| \| \| \| \| \| \| \| \| \| \| \| \| \| \| \| \| \| \| \| \| \| \| \| \| \| \| \| \| \| \| \| \| \| \| \| \| \| \| \| \| \| \| \| \| \| 11. Alianore Holland \| \| \| \| \| \| \| \| \| \| \| \| \| \| \| \| \| \| \| \| \| \| \| \| \| \| \| \| \| \| \| \| \| \| \| \| \| \| \| \| \| \| \| \| \| \| \| \| \| \| \| \| \| \| 23. Alice FitzAlan \| \| \| \| \| \| \| \| \| \| \| \| \| \| \| \| \| \| \| \| \| \| \| \| \| \| \| \| \| \| \| \| \| \| \| \| \| \| \| \| \| \| \| \| \| \| \| \| \| \| \| \| \| \| 1. Eduardo IV de Inglaterra \| \| \| \| \| \| \| \| \| \| \| \| \| \| \| \| \| \| \| \| \| \| \| \| \| \| \| \| \| \| \| \| \| \| \| \| \| \| \| \| \| \| \| \| \| \| \| \| \| \| \| \| \| \| 24. Ralph Neville, II Barón Neville de Raby \| \| \| \| \| \| \| \| \| \| \| \| \| \| \| \| \| \| \| \| \| \| \| \| \| \| \| \| \| \| \| \| \| \| \| \| \| \| \| \| \| \| \| \| \| \| \| \| \| \| \| \| \| \| 12. John Neville, III Barón Neville de Raby \| \| \| \| \| \| \| \| \| \| \| \| \| \| \| \| \| \| \| \| \| \| \| \| \| \| \| \| \| \| \| \| \| \| \| \| \| \| \| \| \| \| \| \| \| \| \| \| \| \| \| \| \| \| 25. Alice Audley \| \| \| \| \| \| \| \| \| \| \| \| \| \| \| \| \| \| \| \| \| \| \| \| \| \| \| \| \| \| \| \| \| \| \| \| \| \| \| \| \| \| \| \| \| \| \| \| \| \| \| \| \| \| 6. Ralph Neville, conde de Westmorland \| \| \| \| \| \| \| \| \| \| \| \| \| \| \| \| \| \| \| \| \| \| \| \| \| \| \| \| \| \| \| \| \| \| \| \| \| \| \| \| \| \| \| \| \| \| \| \| \| \| \| \| \| \| 26. Henry de Percy, II Barón Percy de Alnwick \| \| \| \| \| \| \| \| \| \| \| \| \| \| \| \| \| \| \| \| \| \| \| \| \| \| \| \| \| \| \| \| \| \| \| \| \| \| \| \| \| \| \| \| \| \| \| \| \| \| \| \| \| \| 13. Maud de Percy \| \| \| \| \| \| \| \| \| \| \| \| \| \| \| \| \| \| \| \| \| \| \| \| \| \| \| \| \| \| \| \| \| \| \| \| \| \| \| \| \| \| \| \| \| \| \| \| \| \| \| \| \| \| 27. Idonea Clifford \| \| \| \| \| \| \| \| \| \| \| \| \| \| \| \| \| \| \| \| \| \| \| \| \| \| \| \| \| \| \| \| \| \| \| \| \| \| \| \| \| \| \| \| \| \| \| \| \| \| \| \| \| \| 3. Cecilia Neville \| \| \| \| \| \| \| \| \| \| \| \| \| \| \| \| \| \| \| \| \| \| \| \| \| \| \| \| \| \| \| \| \| \| \| \| \| \| \| \| \| \| \| \| \| \| \| \| \| \| \| \| \| \| 28. Eduardo III de Inglaterra (=16) \| \| \| \| \| \| \| \| \| \| \| \| \| \| \| \| \| \| \| \| \| \| \| \| \| \| \| \| \| \| \| \| \| \| \| \| \| \| \| \| \| \| \| \| \| \| \| \| \| \| \| \| \| \| 14. Juan Plantagenet, Duque de Lancaster \| \| \| \| \| \| \| \| \| \| \| \| \| \| \| \| \| \| \| \| \| \| \| \| \| \| \| \| \| \| \| \| \| \| \| \| \| \| \| \| \| \| \| \| \| \| \| \| \| \| \| \| \| \| 29. Felipa de Henao (=17) \| \| \| \| \| \| \| \| \| \| \| \| \| \| \| \| \| \| \| \| \| \| \| \| \| \| \| \| \| \| \| \| \| \| \| \| \| \| \| \| \| \| \| \| \| \| \| \| \| \| \| \| \| \| 7. Juana Beaufort \| \| \| \| \| \| \| \| \| \| \| \| \| \| \| \| \| \| \| \| \| \| \| \| \| \| \| \| \| \| \| \| \| \| \| \| \| \| \| \| \| \| \| \| \| \| \| \| \| \| \| \| \| \| 30. Payne de Roet \| \| \| \| \| \| \| \| \| \| \| \| \| \| \| \| \| \| \| \| \| \| \| \| \| \| \| \| \| \| \| \| \| \| \| \| \| \| \| \| \| \| \| \| \| \| \| \| \| \| \| \| \| \| 15. Catalina de Roet \| \| \| \| \| \| \| \| \| \| \| \| \| \| \| \| \| \| \| \| \| \| \| \| \| \| \| \| \| \| \| \| \| \| \| \| \| \| \| \| \| \| \| \| \| \| \| \| \| \| \| \| |                                               |  |  |  |  |  |  |  |  |  |  |  |  |  |  |  |
| |                                               |  |  |  |  |  |  |  |  |  |  |  |  |  |  |  |
| | 16. Eduardo III de Inglaterra                 |  |  |  |  |  |  |  |  |  |  |  |  |  |  |  |
| |                                               |  |  |  |  |  |  |  |  |  |  |  |  |  |  |  |
| |                                               |  |  |  |  |  |  |  |  |  |  |  |  |  |  |  |
| | 8. Edmundo Plantagenet, duque de York         |  |  |  |  |  |  |  |  |  |  |  |  |  |  |  |
| |                                               |  |  |  |  |  |  |  |  |  |  |  |  |  |  |  |
| |                                               |  |  |  |  |  |  |  |  |  |  |  |  |  |  |  |
| | 17. Felipa de Henao                           |  |  |  |  |  |  |  |  |  |  |  |  |  |  |  |
| |                                               |  |  |  |  |  |  |  |  |  |  |  |  |  |  |  |
| |                                               |  |  |  |  |  |  |  |  |  |  |  |  |  |  |  |
| | 4. Ricardo Plantagenet, conde de Cambridge    |  |  |  |  |  |  |  |  |  |  |  |  |  |  |  |
| |                                               |  |  |  |  |  |  |  |  |  |  |  |  |  |  |  |
| |                                               |  |  |  |  |  |  |  |  |  |  |  |  |  |  |  |
| | 18. Pedro I de Castilla                       |  |  |  |  |  |  |  |  |  |  |  |  |  |  |  |
| |                                               |  |  |  |  |  |  |  |  |  |  |  |  |  |  |  |
| |                                               |  |  |  |  |  |  |  |  |  |  |  |  |  |  |  |
| | 9. Isabel de Borgoña, infanta de Castilla     |  |  |  |  |  |  |  |  |  |  |  |  |  |  |  |
| |                                               |  |  |  |  |  |  |  |  |  |  |  |  |  |  |  |
| |                                               |  |  |  |  |  |  |  |  |  |  |  |  |  |  |  |
| | 19. María de Padilla                          |  |  |  |  |  |  |  |  |  |  |  |  |  |  |  |
| |                                               |  |  |  |  |  |  |  |  |  |  |  |  |  |  |  |
| |                                               |  |  |  |  |  |  |  |  |  |  |  |  |  |  |  |
| | 2. Ricardo Plantagenet, duque de York         |  |  |  |  |  |  |  |  |  |  |  |  |  |  |  |
| |                                               |  |  |  |  |  |  |  |  |  |  |  |  |  |  |  |
| |                                               |  |  |  |  |  |  |  |  |  |  |  |  |  |  |  |
| | 20. Edmund Mortimer, III conde de March       |  |  |  |  |  |  |  |  |  |  |  |  |  |  |  |
| |                                               |  |  |  |  |  |  |  |  |  |  |  |  |  |  |  |
| |                                               |  |  |  |  |  |  |  |  |  |  |  |  |  |  |  |
| | 10. Roger Mortimer, IV conde de March         |  |  |  |  |  |  |  |  |  |  |  |  |  |  |  |
| |                                               |  |  |  |  |  |  |  |  |  |  |  |  |  |  |  |
| |                                               |  |  |  |  |  |  |  |  |  |  |  |  |  |  |  |
| | 21. Felipa Plantagenet, condesa de Úlster     |  |  |  |  |  |  |  |  |  |  |  |  |  |  |  |
| |                                               |  |  |  |  |  |  |  |  |  |  |  |  |  |  |  |
| |                                               |  |  |  |  |  |  |  |  |  |  |  |  |  |  |  |
| | 5. Ana Mortimer                               |  |  |  |  |  |  |  |  |  |  |  |  |  |  |  |
| |                                               |  |  |  |  |  |  |  |  |  |  |  |  |  |  |  |
| |                                               |  |  |  |  |  |  |  |  |  |  |  |  |  |  |  |
| | 22. Thomas Holland, II conde de Kent          |  |  |  |  |  |  |  |  |  |  |  |  |  |  |  |
| |                                               |  |  |  |  |  |  |  |  |  |  |  |  |  |  |  |
| |                                               |  |  |  |  |  |  |  |  |  |  |  |  |  |  |  |
| | 11. Alianore Holland                          |  |  |  |  |  |  |  |  |  |  |  |  |  |  |  |
| |                                               |  |  |  |  |  |  |  |  |  |  |  |  |  |  |  |
| |                                               |  |  |  |  |  |  |  |  |  |  |  |  |  |  |  |
| | 23. Alice FitzAlan                            |  |  |  |  |  |  |  |  |  |  |  |  |  |  |  |
| |                                               |  |  |  |  |  |  |  |  |  |  |  |  |  |  |  |
| |                                               |  |  |  |  |  |  |  |  |  |  |  |  |  |  |  |
| | 1. Eduardo IV de Inglaterra                   |  |  |  |  |  |  |  |  |  |  |  |  |  |  |  |
| |                                               |  |  |  |  |  |  |  |  |  |  |  |  |  |  |  |
| |                                               |  |  |  |  |  |  |  |  |  |  |  |  |  |  |  |
| | 24. Ralph Neville, II Barón Neville de Raby   |  |  |  |  |  |  |  |  |  |  |  |  |  |  |  |
| |                                               |  |  |  |  |  |  |  |  |  |  |  |  |  |  |  |
| |                                               |  |  |  |  |  |  |  |  |  |  |  |  |  |  |  |
| | 12. John Neville, III Barón Neville de Raby   |  |  |  |  |  |  |  |  |  |  |  |  |  |  |  |
| |                                               |  |  |  |  |  |  |  |  |  |  |  |  |  |  |  |
| |                                               |  |  |  |  |  |  |  |  |  |  |  |  |  |  |  |
| | 25. Alice Audley                              |  |  |  |  |  |  |  |  |  |  |  |  |  |  |  |
| |                                               |  |  |  |  |  |  |  |  |  |  |  |  |  |  |  |
| |                                               |  |  |  |  |  |  |  |  |  |  |  |  |  |  |  |
| | 6. Ralph Neville, conde de Westmorland        |  |  |  |  |  |  |  |  |  |  |  |  |  |  |  |
| |                                               |  |  |  |  |  |  |  |  |  |  |  |  |  |  |  |
| |                                               |  |  |  |  |  |  |  |  |  |  |  |  |  |  |  |
| | 26. Henry de Percy, II Barón Percy de Alnwick |  |  |  |  |  |  |  |  |  |  |  |  |  |  |  |
| |                                               |  |  |  |  |  |  |  |  |  |  |  |  |  |  |  |
| |                                               |  |  |  |  |  |  |  |  |  |  |  |  |  |  |  |
| | 13. Maud de Percy                             |  |  |  |  |  |  |  |  |  |  |  |  |  |  |  |
| |                                               |  |  |  |  |  |  |  |  |  |  |  |  |  |  |  |
| |                                               |  |  |  |  |  |  |  |  |  |  |  |  |  |  |  |
| | 27. Idonea Clifford                           |  |  |  |  |  |  |  |  |  |  |  |  |  |  |  |
| |                                               |  |  |  |  |  |  |  |  |  |  |  |  |  |  |  |
| |                                               |  |  |  |  |  |  |  |  |  |  |  |  |  |  |  |
| | 3. Cecilia Neville                            |  |  |  |  |  |  |  |  |  |  |  |  |  |  |  |
| |                                               |  |  |  |  |  |  |  |  |  |  |  |  |  |  |  |
| |                                               |  |  |  |  |  |  |  |  |  |  |  |  |  |  |  |
| | 28. Eduardo III de Inglaterra (=16)           |  |  |  |  |  |  |  |  |  |  |  |  |  |  |  |
| |                                               |  |  |  |  |  |  |  |  |  |  |  |  |  |  |  |
| |                                               |  |  |  |  |  |  |  |  |  |  |  |  |  |  |  |
| | 14. Juan Plantagenet, Duque de Lancaster      |  |  |  |  |  |  |  |  |  |  |  |  |  |  |  |
| |                                               |  |  |  |  |  |  |  |  |  |  |  |  |  |  |  |
| |                                               |  |  |  |  |  |  |  |  |  |  |  |  |  |  |  |
| | 29. Felipa de Henao (=17)                     |  |  |  |  |  |  |  |  |  |  |  |  |  |  |  |
| |                                               |  |  |  |  |  |  |  |  |  |  |  |  |  |  |  |
| |                                               |  |  |  |  |  |  |  |  |  |  |  |  |  |  |  |
| | 7. Juana Beaufort                             |  |  |  |  |  |  |  |  |  |  |  |  |  |  |  |
| |                                               |  |  |  |  |  |  |  |  |  |  |  |  |  |  |  |
| |                                               |  |  |  |  |  |  |  |  |  |  |  |  |  |  |  |
| | 30. Payne de Roet                             |  |  |  |  |  |  |  |  |  |  |  |  |  |  |  |
| |                                               |  |  |  |  |  |  |  |  |  |  |  |  |  |  |  |
| |                                               |  |  |  |  |  |  |  |  |  |  |  |  |  |  |  |
| | 15. Catalina de Roet                          |  |  |  |  |  |  |  |  |  |  |  |  |  |  |  |
| |                                               |  |  |  |  |  |  |  |  |  |  |  |  |  |  |  |
| |                                               |  |  |  |  |  |  |  |  |  |  |  |  |  |  |  |

## Sucesores
El hijo mayor de Eduardo fue investido con el título de Príncipe de Gales a los siete meses. A los tres años, fue enviado por su padre al Castillo de Ludlow como cabeza nominal del Consejo de Gales y las Marcas, un cuerpo creado originariamente para ayudar al futuro Eduardo II de Inglaterra en sus deberes como príncipe de Gales. El príncipe fue acompañado a Ludlow por su madre y su tío, Antonio Woodville segundo conde Rivers, quien llevó a cabo muchas de las tareas administrativas asociadas con la presidencia del Consejo. El rey visitó a su hijo ocasionalmente en Ludlow, aunque, hasta donde se sabe, nunca entró en Gales. Quería que esta experiencia preparara a su hijo para el trono. 
Aunque su hijo fue rápidamente prohibido de ascender al trono y sustituido por Ricardo de Gloucester, la hija de Eduardo IV, Isabel de York, más tarde se convirtió en reina consorte de Enrique VII de Inglaterra. El hijo de Isabel fue Enrique VIII de Inglaterra. La base de Titulus Regius, aprobado para justificar el ascenso de Ricardo de Gloucester, fue que Eduardo había sido contratado para casarse con otra mujer antes de que contrajera matrimonio con Isabel Woodville. Se alegó que existía un precontrato entre Lady Eleanor Butler (una viuda joven, hija de John Butler, primer Conde de Shrewsbury) y Eduardo; a esta fecha las dos partes estaban muertas, pero un clérigo (que Philippe de Commynes nombró sólo como Robert Stillington, Obispo de Bath y Wells) afirmó haber llevado a cabo la ceremonia. La declaración fue revocada poco después de que Enrique VII asumiera el trono, ya que haría ilegítima a Isabel de York, que iba a ser su reina.  
Se desconoce el destino final de los hijos legítimos de Eduardo: Eduardo V y Ricardo, Duque de York. La especulación sobre el asunto ha dado lugar al misterio de los "Príncipes de la Torre".

## ¿Fue Eduardo ilegítimo?
La cuestión de la falta de legitimidad de Eduardo IV es una cuestión disputada entre los historiadores modernos. A pesar de algunas sospechas suscitadas por algunos estudiosos, era, y esencialmente sigue siendo, generalmente aceptado que el tema fue suscitado como propaganda de apoyo a Ricardo III.
En su tiempo, se señaló que Eduardo IV se parecía poco a su padre, especialmente por su excepcional altura, poco frecuente para la época (1,93 m) comparado con otros miembros de la Casa de York, que no destacaban por su altura. Por otra parte, su hermano menor, Jorge, también era alto (se decía que la semejanza entre los dos era notable), mientras que su hermana Margarita medía 1,80 m, algo increíble para una mujer de la época medieval (testigos de la boda de ésta con Carlos el Temerario observaron que la novia sobresalía por encima del novio y que tuvo que inclinarse para recibir el beso). La paternidad de Eduardo fue cuestionada durante su propio reinado, por ejemplo por Ricardo Neville, décimo sexto conde de Warwick en 1469, y repetida por el hermano de Eduardo, Jorge de Clarence, poco antes de su ejecución en 1478, pero sin evidencias; debe destacarse que en este tipo de guerra de propaganda, muchas afirmaciones se hacían sin ninguna base. Además, se debe recordar que durante esta época la ilegitimidad se consideraba inmoral, por lo tanto se empleaba como una acusación frecuente lanzada contra las figuras públicas por sus enemigos. Eduardo no fue el único en ser acusado de ilegitimidad durante el siglo XV: el heredero de Enrique VI, Eduardo de Westminster, se decía que era un bastardo de Margarita de Anjou y el duque de Somerset, mientras que Carlos VII de Francia y Juana la Beltraneja de Castilla también sufrieron esta acusación a manos de sus enemigos que querían desheredarles. Se sugirió que el verdadero padre de Eduardo pudo ser un arquero llamado Blaybourne. 
Antes de su sucesión, el 2 de junio de 1483, Ricardo III declaró que Eduardo era ilegítimo, y tres días más tarde el asunto fue tratado por el parlamento. En Titulus Regius (cuyo texto se cree copiado palabra por palabra de la petición presentada por Henry Stafford, segundo duque de Buckingham a la asamblea que se reunió el 25 de junio de 1483, para decidir el futuro de la monarquía), Ricardo III es descrito como "el hijo no dudoso y heredero" de Ricardo Plantagenet, tercer duque de York y "nacido en esta tierra" —una referencia indirecta al nacimiento de su hermano en Ruan y su bautismo en circunstancias que podían considerarse dudosas—. Dominic Mancini sostiene que Cecilia Neville, madre tanto de Eduardo IV como Ricardo III, dio el fundamento a la historia: cuando supo del matrimonio de Eduardo con Isabel Woodville, en 1464, la "Orgullosa Cis" se enojó. Mancini cuenta que la duquesa, en su furia, ofreció declararle bastardo. No obstante, esto no encuentra ningún apoyo en fuentes contemporáneas, sino más probablemente, en opiniones contemporáneas. De acuerdo con Polydore Vergil, la duquesa Cecily, "siendo falsamente acusada de adulterio, se quejó después en muchos lugares, ante muchos nobles, de la gran ofensa que su hijo Ricardo le había hecho". Si de verdad ella se quejó —como sería propio de una gran dama de conocida piedad, tal como ella era considerada— estas peticiones pudieron tener cierto efecto: las alegaciones decayeron y nunca se repitieron. Se cree que la reclamación que Ricardo III hizo del trono se basó, principalmente, en que los hijos de Eduardo IV eran ilegítimos. 
Aparece también en el Acto 3, escena 5 de la obra de Shakespeare, Ricardo III: 

Tell them, when that my mother went with child

Of that unsatiate Edward, noble York

My princely father then had wars in France

And, by just computation of the time,

Found that the issue was not his begot

Decidles que cuando mi madre quedó encinta

del insaciable Eduardo, el noble York,

mi augusto padre hacía la guerra en Francia;

y que al hacer la cuenta de los meses,

halló que no era suyo aquel engendro

Debe señalarse, no obstante, que muchas afirmaciones shakesperianas se deben a las necesidades del drama, incluida su propia percepción de Ricardo III como ese "monstruo jorobado".
En un documental para televisión de 2004 se señaló que desde el 14 de julio al 21 de agosto de 1441 (tiempo aproximado en que Eduardo debió ser concebido, al nacer en abril de 1442), el padre de Eduardo estaba en campaña en Pontoise, a varios días de Ruan (donde estaba Cecilia de York). Esto lleva a sugerir que el duque de York no estaba disponible para concebir a Eduardo. No obstante, el duque pudo regresar desde Ruan a Pontoise, o Eduardo ser prematuro, pese a que, según afirma el historiador británico Michael Jones es muy poco probable que haya nacido de esa forma, ya que sucesos de ese tipo eran registrados cuidadosamente en la familia real.

## Apariencia y carácter
Eduardo tenía una forma de ser muy simpática y despojada de pomposidad, la cual consideraba Polidoro Virgilio poco digna- "se comportaría más familiarmente entre personas privadas de lo que requería el honor de su majestad". "Pedía frecuentemente que se acercasen desconocidos si creía que habían venido con la intención de hablar con él o de echarle un vistazo de cerca", notó Mancini.
"Era de saludo tan agradable, que cuando veía a un recién venido desconcertado por su apariencia regia y pompa real, le pondría una mano bondadosa en el hombro para darle coraje. Escuchaba atentamente a los demandantes o a cualquiera que se le quejara de alguna injusticia - los cargos en contra suya los desarmaría con alguna excusa aunque puede que no corrigiera la situación".
En cuanto a los defectos del rey, "Era licencioso en extremo", comenta Mancini, añadiendo:
"Se decía que se comportaba muy mal con numerosas mujeres tras seducirlas, ya que al cansarse de la aventura y en contra de la voluntad de estas, se las pasaba a otros cortesanos. Perseguía indiscriminadamente a mujeres casadas y solteras, nobles y de humilde cuna, aunque nunca las violaba. Las conquistaba a todas con dinero y promesas y luego, habiéndolas tenido, se deshacía de ellas".
Respecto a la apariencia física, Eduardo destacó por ser extraordinariamente atractivo, y aunque retratos (ningunos o muy pocos son contemporáneos) muestran una cara con mofletes abultados y ojos pequeños, su beldad está muy bien atestiguada. Philippe de Commynes, que le vio en varias ocasiones, consideraba que el rey era más hermoso que cualquier otro príncipe que conocía - "No recuerdo haber visto jamás a un hombre más hermoso que cuando lo era durante su huida de Inglaterra por culpa del Conde de Warwick". Commynes también dijo de él "era un hombre tan vigoroso y hermoso que quizás estuviera hecho para los placeres de la carne". Su ropa espléndida acentuaba su altura (1,94 m, con la armadura puesta medía 2 m) además de su físico impresionante, mientras que Enrique VI era bien conocido por vestirse con prendas apagadas y monótonas. El esqueleto de Eduardo fue exhumado en 1789, y se dice que visitantes emergieron sujetando puñados de pelo largo y marrón, cosa que coincide con los retratos. 
Además, Eduardo es el único rey inglés en ser halagado por su belleza durante una sesión parlamentaria. Ocurrió durante el Parlamento de Westminster el 12 de noviembre de 1461 cuando Sir James Strangways —que había luchado junto al padre de Eduardo, el duque de York, en la batalla de Wakefield, y sobrevivido— hizo referencia a "la belleza de persona que le ha complacido a Dios Todopoderoso mandarte" y a "la sabiduría que, por su gracia, la acompaña". También alabó sus "méritos nobles y dignos, vuestro coraje principesco y caballeresco, y la noble y bendita disposición y dedicación de vuestra dicha alteza al bien común y al gobierno de vuestro reino".

## Curiosidades
- Su Lema real fue modus et ordo, "método y orden".

## Eduardo IV en la ficción
Eduardo IV es uno de los personajes principales de los dramas históricos de William Shakespeare Enrique VI (Parte III) y Ricardo III
Eduardo IV figura en la novela premiada, The Rose of York: Love & War  de Sandra Worth. El libro ha sido destacado por su meticulosa investigación por la Richard III Society. 
Eduardo IV es también el principal personaje masculino en The Innocent, The Exiled y The Beloved (reeditado como The Uncrowned Queen) de la novelista australiana, Posie Graeme-Evans. 
Eduardo IV aparece en la novela "The Sunne in Splendour", de la norteamericana Sharon Kay Penman, publicada en 1982.
Es tratado en la novela "The White Queen" de Philippa Gregory, que narra la vida de su esposa Isabel Woodville desde que se casa con él hasta que es coronado Enrique VIII como rey de Inglaterra. También ha sido adaptada para la televisión en la serie de Starz homónima.
En la obra de George R.R. Martin, Juego de Tronos, Eduardo IV fue la gran inspiración detrás de uno de los principales personajes, Robb Stark.

## Sucesor
| Predecesor: Enrique VI | Rey de Inglaterra y Señor de Irlanda 1461-1470 y 1471-1483 | Sucesor: Eduardo V |